# Moncoutant-sur-Sèvre
Moncoutant-sur-Sèvre ist eine französische Gemeinde mit 5.100 Einwohnern (Stand: 1. Januar 2022) im Département Deux-Sèvres in der Region Nouvelle-Aquitaine. Sie gehört zum Arrondissement Bressuire und zum Kanton Cerizay.
Sie entstand als Commune nouvelle mit Wirkung vom 1. Januar 2019 durch die Zusammenlegung der bisherigen Gemeinden Le Breuil-Bernard, La Chapelle-Saint-Étienne, Moncoutant, Moutiers-sous-Chantemerle, Pugny und Saint-Jouin-de-Milly, die alle in der neuen Gemeinde den Status einer Commune déléguée haben. Der Verwaltungssitz befindet sich im Ort Moncoutant.

## Gliederung
| Ortsteil                       | ehemaliger INSEE-Code | Fläche (km²) | Einwohnerzahl zum 1. Januar 2022 |
| ------------------------------ | --------------------- | ------------ | -------------------------------- |
| Le Breuil-Bernard              | 79051                 | 08,25        | .0517                            |
| La Chapelle-Saint-Étienne      | 79075                 | 18,81        | .0352                            |
| Moncoutant (Verwaltungssitz)00 | 79179                 | 26,32        | 3.223                            |
| Moutiers-sous-Chantemerle      | 79188                 | 25,64        | .0593                            |
| Pugny                          | 79222                 | 06,99        | .0217                            |
| Saint-Jouin-de-Milly           | 79261                 | 06,77        | .0198                            |

## Geographie
Die Gemeinde liegt rund 15 Kilometer südwestlich von Bressuire. Das Gemeindegebiet wird vom Fluss Sèvre Nantaise durchquert. Nachbargemeinden sind: Courlay im Norden, Chanteloup im Nordosten, La Chapelle-Saint-Laurent im Osten, Largeasse im Südosten, L’Absie und Saint-Paul-en-Gâtine im Süden, Breuil-Barret im Südwesten, Saint-Pierre-du-Chemin im Westen und La Forêt-sur-Sèvre im Nordwesten.